# Bismuth natif
Le bismuth natif est un corps chimique simple semi-métal de formule Bi, une espèce minérale de la catégorie des éléments natifs correspondant au bismuth. Il contient fréquemment des traces d'arsenic et d'antimoine, de soufre et d'argent, de tellure, de fer, de plomb...
Ce minéral très rare, sectile et non malléable à température ambiante, fragile et très dense, opaque et de lustre métallique brillant, est caractéristique des veines géothermiques et hydrothermales, porteuses de sulfures mixtes de nickel et d'étain, de cobalt et d'argent, d'arsenic et d'uranium et des pegmatites granitiques à cassitérite, voire des veinules à topaze et à étain Sn et tungstène W. Il est presque toujours en masses lamellaires.
Il fait partie du groupe de l'arsenic.

## Historique de la description et de l'appellation

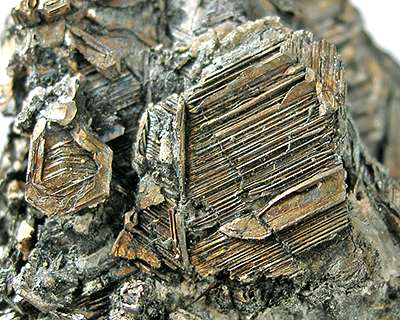
Vieux cristaux réticulés et squelettiques de Bi natif, récolté au sommet du monticule du minerai de la mine Tellerhäuser, à Pöhla, District de la Montagne Noire (Schwarzenberg), Erzgebirge, Saxe,, collection particulière du XIXe siècle

La première attestation de sa découverte en Europe occidentale daterait du XIIIe siècle dans le massif du Erzgebirge. Les mineurs saxons de la contrée du Schneeberg ont fourni des échantillons aux alchimistes, qui l'auraient partiellement identifié avec des corps proches de l'antimoine natif, d'où le nom allemand de Wismut ou Wismuth adapté de l'expression arabe bi ismid ou bi' ’ithmid, soit proche de l'antimoine natif ou ayant ses principales propriétés. Une curieuse légende propose une étymologie obscure, selon le dictionnaire allemand Duden, afin d'expliquer le terme allemand actuel das Wismuth. Elle suppose un lieu-dit pastoral die Wiese, la prairie, ou plus précisément in der Wiesen devenu un quartier minier du Schneeberg, où aboutissait depuis le XIVe siècle et surtout au XVIe siècle une intense activité d'extraction et de transformation minière, qui serait désignée par le terme générique Muth. Il est vrai que la recherche et l'extraction minière nécessite une organisation spécifique, pour être efficace. Les chercheurs allemands ou pangermanistes ont également multiplié les propositions pour germaniser l'origine de ce semi-métal lourd pour gagner le plus grand prestige à leur métallurgie médiévale supposée nationale. Il en subsiste la proposition wîkschepel, mot signifiant en moyen-allemand "estropié, mutilé" en référence aux cristaux réticulés ou squelettiques du bismuth, bien plus commun malheureusement au laboratoire que sur le terrain minier.
Le topotype est toujours le district du Schneeberg dans l'Erzgebirge. Le savant et voyageur suisse Theophrastus Bombastus von Hohenheim (1493 - 1541) mieux connus sous son nom scientifique de Magnus Paracelsius ou Paracelse, mentionne dans ses écrits iatrochimiques le “bisemutum” en se référant à cette tradition latinisé, toutefois interprétée à l'emporte-pièce.
Georg Bauer alias Agricola décrit avec précision l'extraction du minerai de bismutum. L'IMA ou association internationale de minéralogie retient la date de parution du De veteribus et novis metallis soit 1546 pour entériner la connaissance de la préparation de ce semi-métal, comme son existence constatée de visu à l'état naturel. Le bisemutum en latin médiéval des alchimistes est pourtant déjà décrit dans le De re metallica du précédent auteur en 1530. C'est pourquoi une hypothèse commune de son exploitation et de son emploi raffiné, assimilée à sa découverte, s'arrête avant le début du siècle en 1500. En France, il semble que Jean Bodin fasse connaître le bissemut dans ses publications posthumes en 1597.
Karl Scheele et Tobern Bergmann en 1775 dans le monde germanique, ou encore en France Claude Geoffroy le Jeune en 1753 décrivent pour les chimistes du siècle des Lumières l'extraction ou l'isolement de ce semi-métal pur. Il s'agit d'un métal blanc-rougeâtre ou gris blanc, brillant et très dense, tendre, dur et cassant dont les cristaux sont grossièrement rhomboédriques. Le chanoine Réné Haüy a pu identifier la forme fondamentale en rhomboèdre aigu, à partir d'un échantillon natif du Bieberg.
Le bismuth natif, dénommé gediegener Wismuth ou encore gewachsener Wismuth en allemand, existait sous plusieurs formes selon les mineurs :
- Wismuthwürfel, en cubes réticulés ou squelettiques
- Federwismuth, en barbe de plume ou encore ramuleux
- Dentritischer Wismut, en dendrites
- Taubenhalsiger Wismut, bismuth natif irisé
- Spiegelwismut ou Zeitiger Wismuth, bismuth natif en surface miroir, utilisable comme étain de glace.
- Sandigeswismuth en grains disséminés dans du sable ou autres grains de quartz
- Wismuthsanderz, bismuth natif en rognons dans des roches gréseuses
- Wismuthblümen, bismuth en fleurs ou poudre grossière souvent oxydés et peu récupérables.
- Wismuthblüthe, très pulvérulent donnant des fines particules oxydées ou oxydables facilement.

Le Wismutherz désignait le minerai banal de bismuth, incluant la bismuthinite et son cortège minéral. Le Wismuthglanz désignait le bismuth sulfuré. Le Vererderder Wismuth, Wismuthkalk, Wismuthmulm, Wismuthbeschlag étaient respectivement un bismuth déjà terreux, un bismuth oxydé comme la chaux, un bismuth décomposé en vase fluide ou en terreau, un bismuth à laver ou à rejeter, donc toute matière irrémédiablement oxydé, donc à laver et séparer sur les diverses schlagues rassemblant les déchets miniers qui ne pouvait être réduit de suite avec un charbon de bois spécifique et coûteux. Le verbe wismuthen signifie souder avec le bismuth pour le potier d'étain.

## Cristallographie et cristallochimie
Les cristaux denses et bien formés, rhomboédriques ou pseudo-cubiques, sont rares, toutefois il en existe de belle taille dépassant plusieurs centimètres. Très souvent indiscernables, les cristaux souvent imparfaits forment des agrégats arborescents ou réticulés généralement inclus, squelettiques et surtout massif à structure foliacée suivant le plan de clivage le plus aisé. Aussi ils se retrouvent presque toujours en masse lamellaire, dense et opaque, à éclat métallique brillant.

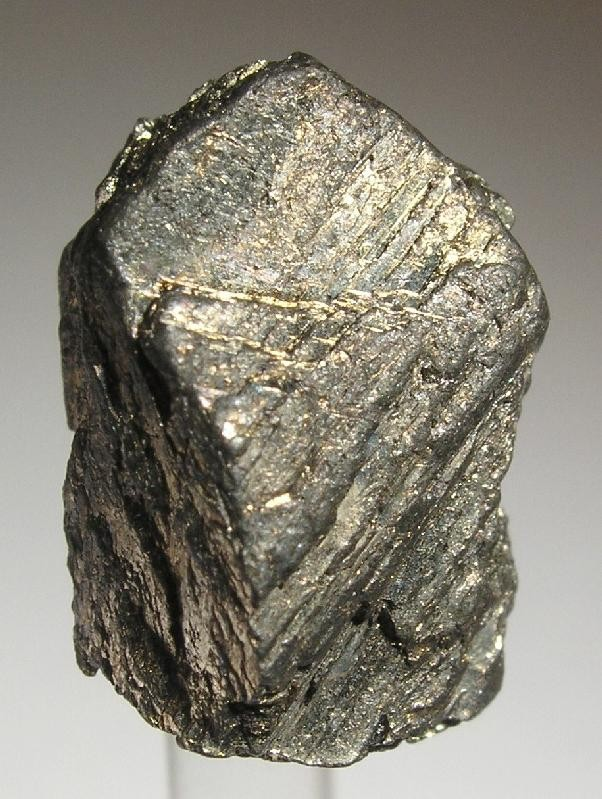
Exceptionnel échantillon monocristallin de Bi natif, gris doré et brillant, avec plan de clivage commun visible dans la fosse minière vingt à Llallagua, Province de Rafael Bustillo, Potosí en Bolivie. Taille

Selon la classification de Dana, le bismuth fait partie du groupe de l'arsenic (01.03.01) de la catégorie des éléments natifs (premiers chiffres 01), comportant des corps simples ou composés d'éléments semi-métal ou non métal. Ce groupe homosymétrique, de groupe d'espace R 3 m et de groupe ponctuel 3 2/m comporte sous le code respectif :
- 01.03.01.01 l'arsenic natif As
- 01.03.01.02 l'antimoine natif Sb
- 01.03.01.03 le stibarsen SbAs
- 01.03.01.04 le bismuth natif Bi
- 01.03.01.05 la stistaïte SnSb

Il appartient selon la classification de Strunz au groupe de l'arsenic codé 01.CA.05, qui ne comporte que quatre membres déjà cités, sans la stistaïte.
Il possède la même réseau que l'antimoine semi-métal. Il est le métal minéral solide qui affiche la plus faible conductivité électrique et thermique.
Il est fortement diamagnétique. Les alliages du bismuth avec le manganèse permettent d'obtenir des aimants permanents.

## Propriétés physiques et chimiques, toxicologie
Ce semi-métal présente une coupe fraîche blanc d'argent métallique à reflets ou teinte légèrement roses ou rougeâtre. Mais il se ternit à l'air, se couvrant d'une couches d'oxydes semi-protectrices. Il prend alors des nuances irisées avec des teintes jaunes et rouges dominantes, parfois virant au gris-noir. La couche d'oxydes apparaît plus vite à l'air humide, mais elle n'est réellement stable qu'à l'air sec. La surface altéré en bismuthite est brun terne.
Le bismuth natif est parfois très pur. Chauffés, ses cristaux deviennent légèrement malléables. Il fond facilement alors vers 265 °C-271 °C et cristallise par refroidissement. Le volume initial de la phase liquide augmente avec la solidification, ce qui est une propriété rare partagée avec l'eau. Mis sur un charbon ardent, il se volatilise, laissant un enduit jaune orangé à chaud, qui devient jaune citron à froid.
Chauffé au rouge, à l'air, il forme Bi3O3 jaune. La poudre de bismuth est réductrice, elle réagit facilement avec les halogènes et avec le gaz hydrogène. Ces composés notamment halogénés sont très volatils, c'est pourquoi le taux de dégagement de la matière rare à base de bismuth est estimé à plus d'un cinquième ou 20 % en masse dans les volcans actifs. Les poussières volcaniques contiendrait une proportion plus importante que dans la croûte terrestre. Le bismuth 210 radioactif, conjointement au plomb 210 et polonium 210, est d'ailleurs utilisé comme marqueur des aérosols volcaniques
Le bismuth contient souvent des traces de corps simples natifs différents, comme indiqué plus haut. Par exemple, le chimiste Adolphe Carnot a analysé un bismuth natif extrait du gisement de Meymac en Corrèze en 1874, il trouve la composition élémentaire suivante en pourcentage massique: Bi 99, Pb 0,41 Sb 0,15 Fe 0,10 As 0,09 S 0,06 autres impuretés 0,19. La caractérisation du bismuth natif ne doit pas poser de difficultés, en prenant en compte sa structure cristallochimique à faible dureté, sa couleur et ses irisations superficielles dues à des rayures sur sa surface de clivage. Le coup des mineurs saxons, une fois à la lumière du jour, était souvent infaillible. Notez que l'antimoine natif et l'arsenic natif sont moins denses et plus dures, alors que le tellure natif de couleur claire, et sans aucune teinte ou irisation caractéristiques, est également moins dense.
Le bismuth natif est facilement soluble dans l'acide nitrique, surtout à chaud et concentré. Il est attaqué par l'acide sulfurique concentré à chaud. La solution étendue d'eau donne un précipité blanc de sous-nitrate de bismuth BiONO3. H2O.
Le bismuth est insoluble dans l'eau et dans la plupart des acides à froid comme l'acide chlorhydrique ou l'acide sulfurique dilué, est un métal presque noble.
Une détection qualitative au sein d'un alliage utilise la solubilisation en ions bismuth Bi3+ dans l'acide nitrique HNO3. La solution d'ions Bi3+ étendue d'eau donne un précipité blanc qui est réduit en bismuth noir semi-métal par une solution de stannite.
L'analyse quantitative utilise la précipitation par l'hydrogène sulfuré. Le précipité, toujours soluble dans HNO3, est simplement asséché : il s'agit de la bismuthinite Bi3S3 son principal minéral-minerai. Sa pesée anhydre permet un dosage de l'ion bismuth.
La section de capture efficace pour les neutrons est extrêmement faible pour le bismuth. Pour cette raison, il peut être utilisé dans les réacteurs nucléaires comme fluide refroidisseur.
L'empreinte toxique du bismuth est souvent affichée comme intermédiaire entre celle de l'antimoine et du plomb. En ingestion, ses poussières ou ses sels sont toxiques pour les muqueuses du système digestif. Comme l'eau dissous facilement les composés organiques du bismuth, et beaucoup plus difficilement ou rarement ses composés minéraux, ce sont les premiers qui sont susceptibles d'être toxiques pour les organismes. Le bismuthisme est une intoxication au bismuth.

## Gîtes et gisements

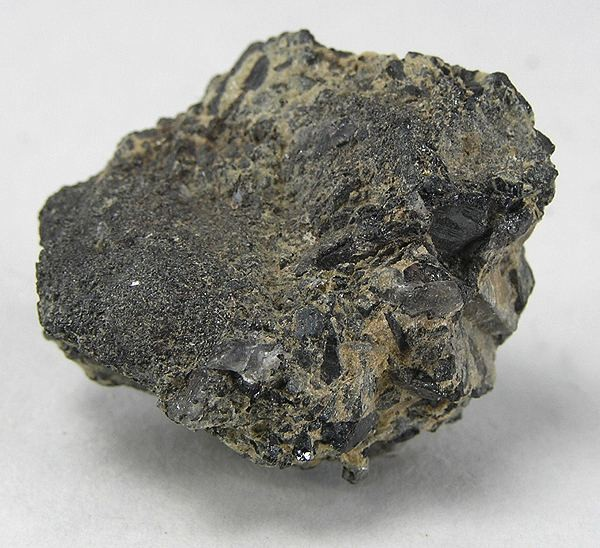
Bismuth natif des mines du Dayu, préfecture du Ganzhou, Jiangxi, République populaire de Chine. Taille :.

Il s'agit d'un minéral assez fréquent, mais souvent peu abondant, des filons argentifères et cobaltifères. Il existe aussi dans les veines hydrothermales de remplacement et dans les pegmatites de granites ou à cassitérite. Ces filons sont liés à des roches magmatiques acides, où le bismuth se trouve avec d'autres métaux recherchés.
Le minéralogiste Alexandre Brongniart a observé le bismuth natif avec les filons cobaltiques du val d'Ossau, mais aussi dans les mines d'argent et de galène, à Tureon d'Areac au sud de Laruns.
Un filon quartzeux bismuthifère, inséré dans une granulite à grains fins, a été exploité à Meymac en Corrèze à partir de 1867. L'intérêt était d'en extraire la bismite et la bismuthite, le premier minéral cité étant produit d'oxydation du second qui est le sulfure de bismuth le plus commun. Ce minerai composite est associé à du mispickel bismuthifère, de la pyrite et de la limonite, mais aussi à du bismuth natif en très grandes lames formées par ses agrégats polycristallins, associé au wolfram ou tungstène, à la scheelite et à la meymacite.
Un autre filon de quartz à Puy-les-Vignes en Haute-Vienne a livré des échantillons de bismuth natif, avec les minéraux associés scheelite, wolfram et cassitérite. Ce modeste gisement a été exploité à la Belle Époque pour sa ressource en wolfram.
Le bismuth natif est beaucoup plus rare dans les gisements de fer, en particulier d'hématite.
Association minérale : bismuthinite, bismutite, bismite, bismuthine, smaltine, cobaltine, cobaltite, nickeline, molybdénite, mispickel, scheelite, cassitérite, galène, sphalérite, pyrite, chalcopyrite, arsenopyrite, limonite, quartz, breithauptite, wolframite, calcite, dolomite, baryte, acanthite, argent natif, arsenic natif, antimoine natif, cubanite, löllingite, pyrrhotite, safflorite, skuttérudite, hématite…

### Gisements relativement abondants ou caractéristiques

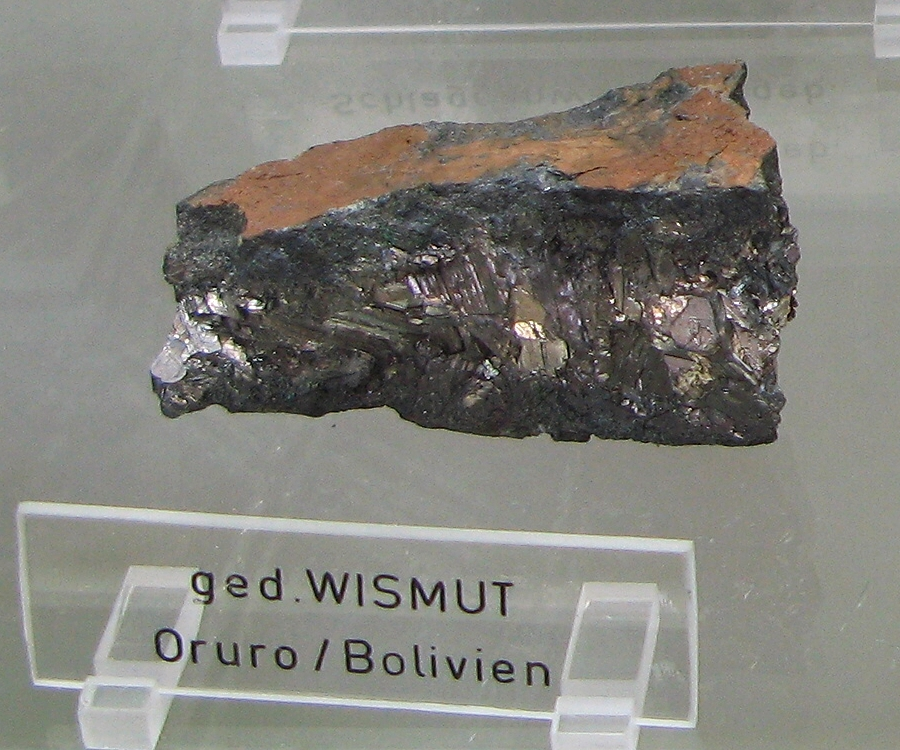
Bismuth natif, mine d'Oruro, Bolivie, exposé au musée de Bonn

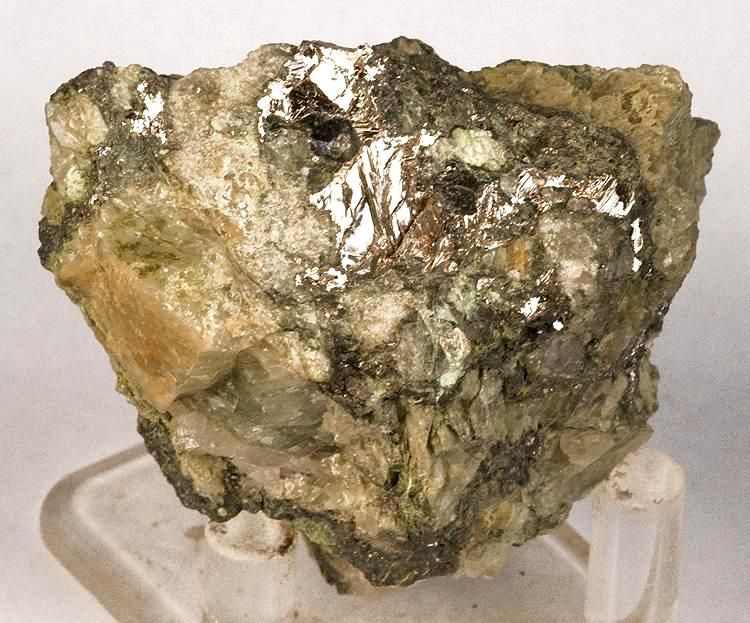
Lamelles et veinelettes brillantes et argentées de bismuth natif sur quartz contenant veines et veinules minéralisées par divers tellurures d'or et de bismuth, Mine Mistress, district minier de Harare, Zimbabwe. Échantillon 263 g pour des dimensions avoisinant.

Les gisements de minerais bismuthés boliviens sont très importants. Une pépite de 11 kg de bismuth natif a été trouvée à Velaque, près de La Paz.

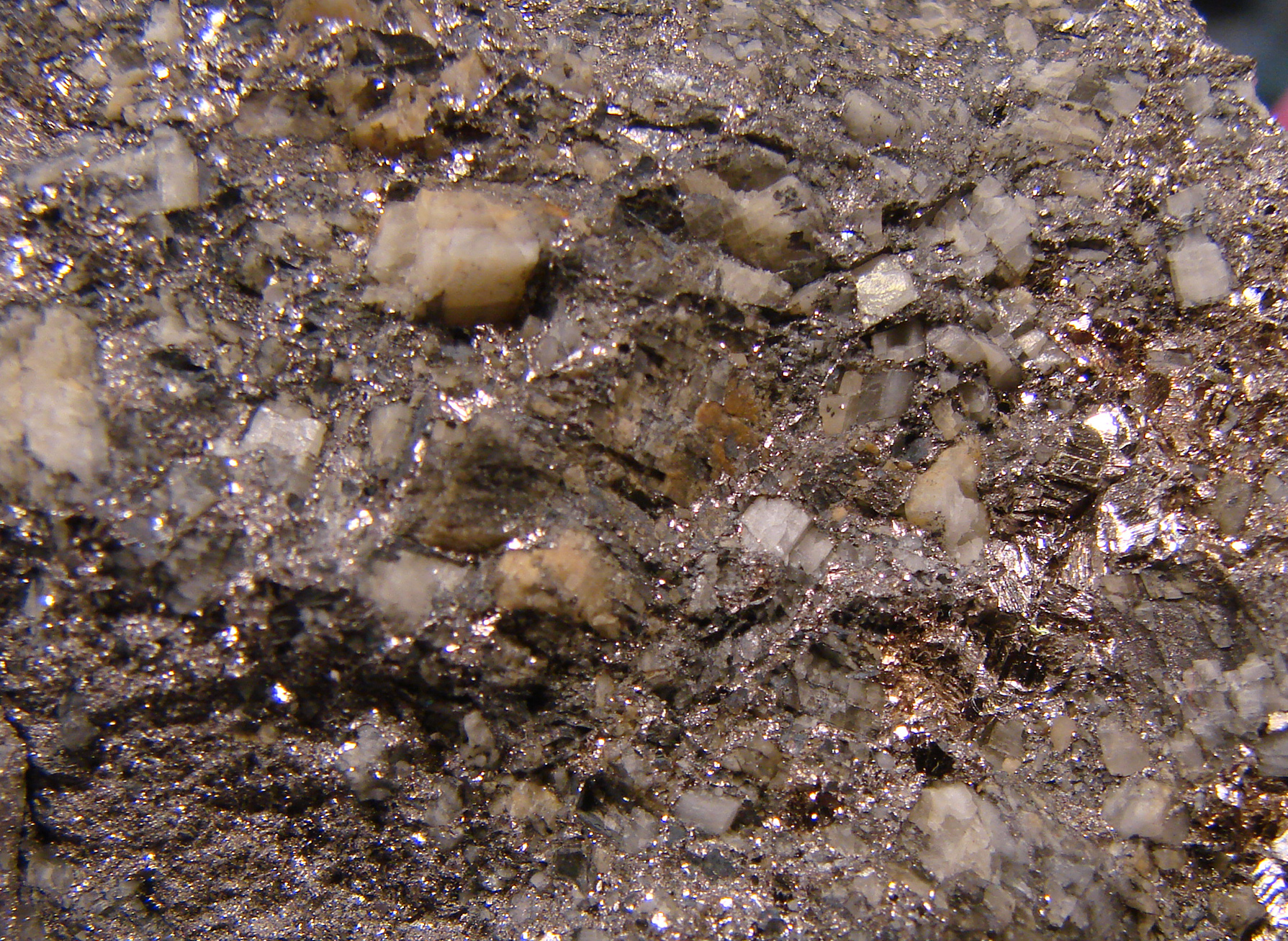
Bismuth natif à éclat métallique sur une paroi de mine, Schneeberg, Saxe.

- Allemagne

filons cobaltifères de l'Altenberg au Schneeberg, et autres mine d'Annaberg, Saxe
- Australie

Wolfram Camp, Dimbulah, ou mines du Mont Arthur, Queensland
Kingsgate, Nouvelle-Galles du Sud
- Bolivie

abondant gisement de bismuthine de Oruro ou de Tasna, Sarganaya ou Juaina,
Uncia, Chorolque, Llallagua, San Baldomero ou La Paz
- Brésil

Fazenda, Campo-Formoso
- Canada

gisement de cobaltine, Cobalt, Timiskaming District, Ontario
- Chine
- Espagne

Bismuth natif associé à la bismuthine et à la smaltine du filon cobaltifère de Saint-Jean de Gistain, province pyrénéenne d'Huelva, Aragon
- États-Unis

Dakota du Sud
Colorado
Californie
- Espagne

Mine de Villeneuve de Cordoue, province de Cordoue, Andalousie
- France

Meymac, Corrèze
mine de Poullaouen, Finistère
Mine de Puy-les-Vignes, Saint-Léonard-de-Noblat, Haute-Vienne
- Grande-Bretagne

Mines Saint-Ives et autres mines stannifères de Dolcoath, Cornouailles
- Japon

Natsukidani, préfecture d'Oita (cristaux de grande taille)
- Mexique

mine El Carmen, Durango
- Norvège

anciennes mines d'argent et de galène de Kongsberg

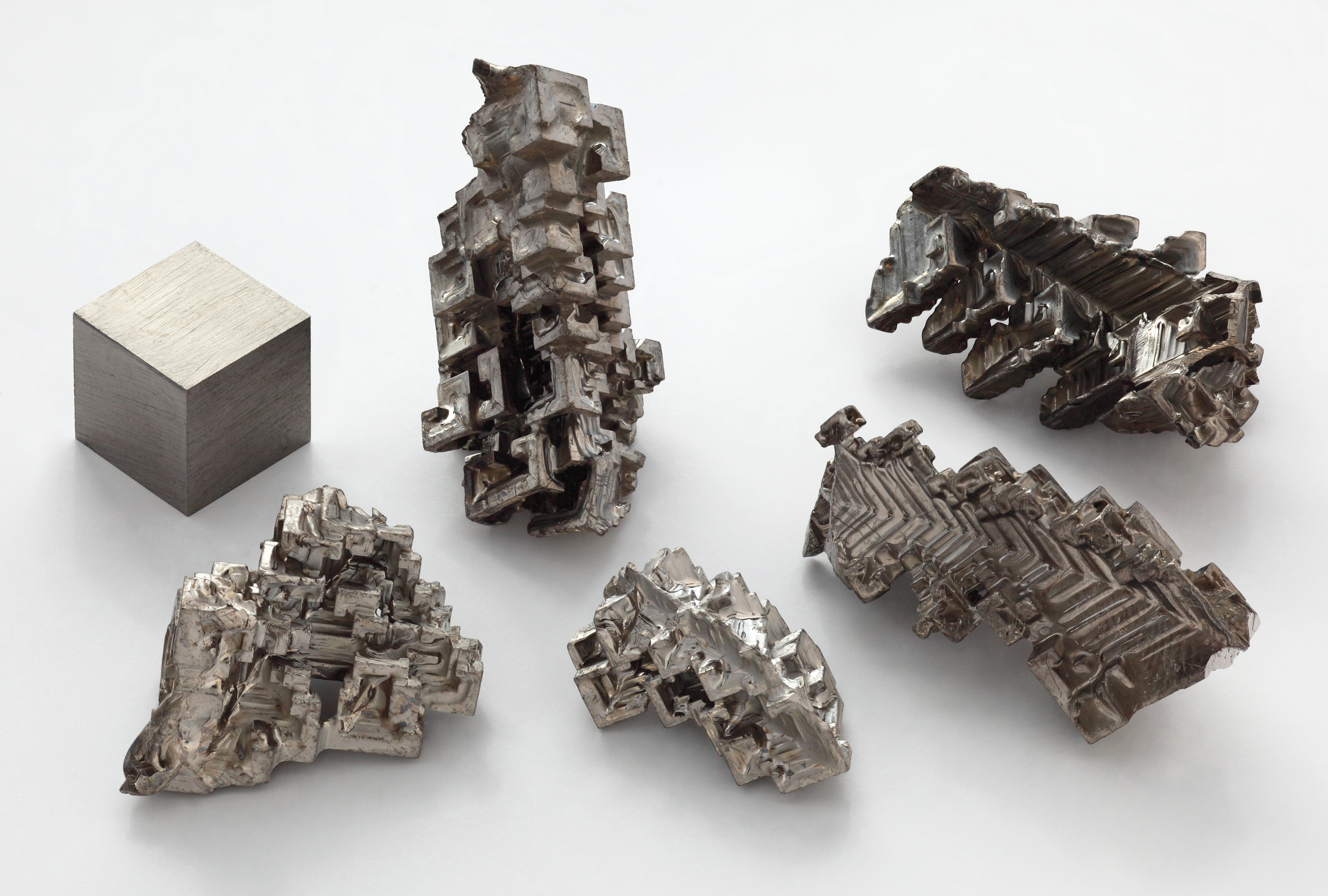
Cristaux de bismuth squelettiques assemblés en trémies obtenus artificiellement par les chimistes et placés près d'un cube parfait de Bi métal d'arête 1 centimètre.

- Pérou
- Tchéquie

mines du Joachimsthal ou Jáchymov
- Zimbabwe

## Usages
Le bismuth natif a été employé autrefois en parfumerie, en pharmacie et en médecine pour soigner les infections intestinales et dans l'art verrier et céramique. C'est une source possible de métal, car le métallurgiste l'incorpore dans ses alliages auquel il confère un point de fusion étonnant bas ou faible et une capacité mécanique anti-friction.
À l'instar du cuivre ou de l'antimoine, présent à l'état naturel de corps simples bien trop rares, le bismuth est extrait des minerais sulfurés plus ou moins oxydés. La bismuthinite est son premier minerai. L'emploi de ce semi-métal pur est requis pour certains alliages d'acier ou de fer, l'industrie verrière et céramique ou les peintures comme pigment blanc, l'industrie pharmaceutique et cosmétique, ainsi que la médecine.

### Histoire
Gabriel Auguste Daubrée, minéralogiste et grand collectionneur, a découvert à la fin des années 1840 dans une géode de calcite extraite des mines de fer de Framont dans le massif vosgien en Alsace des petits cristaux lamellaires de bismuth natif avec des cristaux d'oligiste.
L'industrie ne s'intéresse véritablement au bismuth qu'à partir de 1860, malgré un essor de la production en 1830. Les chimistes gardent la mémoire de l'extraction de bismuth à l'état natif mélangé à du quartz en Bohême, Saxe ou Transylvanie. Troost dans son traité élémentaire de chimie, rappelle l'usage d'un tube de fonte incliné, rempli de ces échantillons quartzeux, et chauffé, laissant le métal bismuth fondu s'écouler à la partie inférieure du montage. Les chauffeurs-manipulateurs recueillait évidemment un bismuth impur, contenant de l'arsenic et de l'antimoine, du soufre..., mais il savait purifier grossièrement le métal obtenu par fusion avec le nitre.